# ألان جي. غروس
ألان جي. غروس (بالإنجليزية: Alan G. Gross)‏ هو أستاذ جامعي أمريكي، ولد في 2 يونيو 1936.